# Sonchus acaulis
Sonchus acaulis, conocido como  cerrajón de monte, cerrajón canario o simplemente cerrajón, es una especie de planta herbácea del género Sonchus de la familia Asteraceae, endémica de las Islas de Gran Canaria y Tenerife. Pertenece al subgénero Dendrosonchus, que agrupa a especies subarbustivas leñosas de distribución geográfica limitada a Macaronesia.

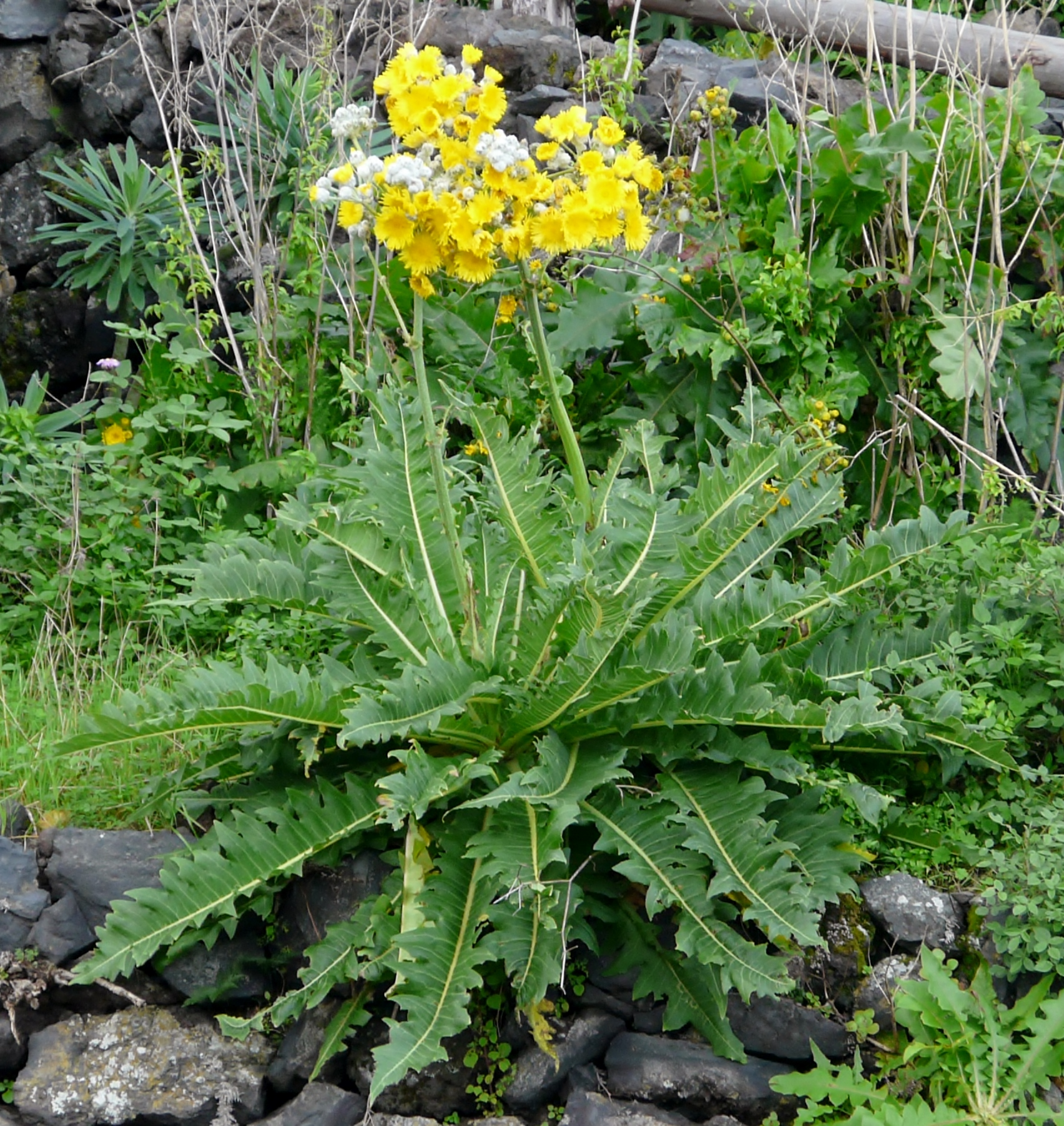
Vista general

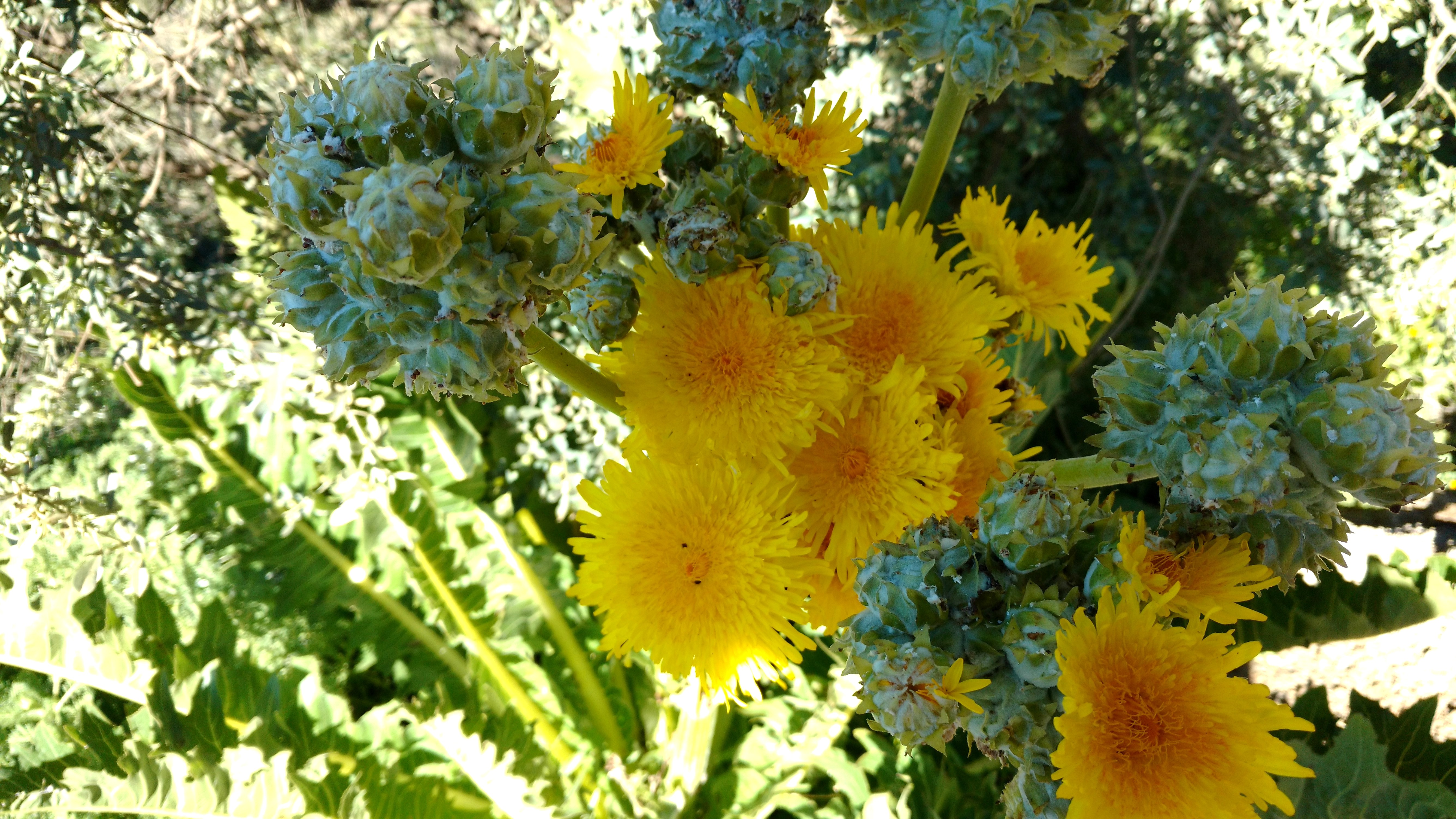
Inflorescencia

## Descripción
Es una planta perenne subarbustiva de base leñosa que, a pesar de su nombre, puede llegar a 1,5 m de altura, con todas la hojas en roseta basal de hasta 1 m de diámetro. Dichas hojas basales son pinnatifidas, tomentosas y de ápice agudo. El tallo, sin hojas ni brácteas, soporta una inflorescencia solitaria o umbeliforme de capítulos, de 17-23 por 14-18 mm, con el involucro de brácteas anchas muy densamente tomentosas y lígulas de color amarillo vivo.

## Propiedades
Es una planta que se ha usado tradicionalmente como digestiva, diurética y depurativa. También como emplasto de hojas para curar heridas infectadas.

## Taxonomía
Sonchus acaulis fue descrita por Georges Louis Marie Dumont de Courset y publicado en Bot. Cult., ed. 2, vol. 4, p. 12, 1811
Etimología
- Sonchus: nombre genérico del latín Sonchus, -i, derivado del griego σόθχος, la cerraja; usado por Plinio el Viejo en su Historia Naturalis, 22, 88[6][7]
- acaulis: construido con el latín a privativo, sin, y caulis, -is, tallo de las plantas,[6] aludiendo al tallo generalmente corto que tiene esta planta.

Sinonimia
- Sonchus altissimus Vahl ex Sch.Bip.,1850[8]
- Sonchus polyodon Webb & Berthel., 1836-1850
- Sonchus jacquinii Sprengel, 1826, pro parte
- Sonchus chuquitensis Meyen ex Walp.[2]